# Васиев, Фарход Саиджонович
Фархо́д Саиджо́нович Васи́ев (тадж. Фарҳод Саидҷонович Восиев; 14 апреля 1990 года, Душанбе, Таджикская ССР, СССР) — таджикский и российский футболист, игравший на позиции защитника. Мастер спорта России (2016).

## Клубная карьера
Воспитанник душанбинской ДЮСШ «Эверест». В 2005 году начал играть за молодёжную и основную команды душанбинского ЦСКА. Играл за клуб также в сезоне 2006 года. Всего сыграл за душанбинских «армейцев» 17 матчей и забил 2 гола.
В начале 2007 года перешёл в российский «Сатурн» Раменское. В 2007—2009 годах выступал за молодёжную команду данного клуба в турнире дублёров РФПЛ / молодёжном первенстве России, где сыграл 51 матч, забив 3 гола. Некоторое время являлся капитаном молодёжной команды. За основной состав «Сатурна» провёл 2 официальных матча — по одному в чемпионате России (25 июля 2009 года против команды «Крылья Советов» в Самаре; забил в том матче победный гол) и Кубке России.
По итогам опроса таджикской футбольной газеты «Футболи Тоджик» (Таджикский футбол) был признан лучшим футболистом Таджикистана 2009 года, выступающим за пределами своей страны (получил 93 % голосов).
Сезон 2010 года провёл в аренде в «Крыльях Советов», где выступал преимущественно за дубль (20 игр), а за основной состав сыграл лишь 4 игры — 3 в чемпионате и 1 в кубке.
В марте 2011 года перешёл в клуб первого дивизиона «Жемчужина-Сочи». В августе 2011 года пополнил состав ярославского «Шинника».
В январе 2013 года перешёл в астраханский «Волгарь». Спустя полгода стал игроком оренбургского «Газовика». Дебютировал за клуб 7 июля 2013 года в матче с «Лучом-Энергией» (1:0), за 13 минут до конца матча заменив Николая Иванникова. В марте 2017 года был отдан в аренду в «Истиклол» Душанбе до конца сезона. Далее играл за «Тюмень» и нижнекамский «Нефтехимик».
20 февраля 2021 года был заявлен под 26-м номером за клуб РПЛ «Тамбов». За «Тамбов» дебютировал 21 февраля в матче 1/8 финала Кубка России против московского «Локомотива» (0:3), проведя на поле весь матч.

### Карьера в сборной
В составе юношеской сборной Таджикистана выступал на чемпионате мира для игроков до 17 лет 2007 года, в котором сборная Таджикистана сенсационно дошла до 1/8 финала, проиграв сборной Перу. С 2007 года начал привлекаться в национальную сборную Таджикистана, за которую сыграл 15 игр и забил 1 мяч.

## Родственные связи
Брат Дилшод (род. 1988) — также футболист.